# Karel Rakuša
Karel Rakuša (1895, Ormož - 1990, Maribor), slovenski politik, pek, gasilec, prvi predsednik mariborskega mestnega ljudskega odbora, * 1895, Ormož, † 1990, Maribor

## Družbeno delovanje
Pekovske obrti se je izučil v Gradcu, v Mariboru pa se je stalno naselil leta 1919. Bil je predsednik sindikata živilskih delavcev v Mariboru, po njegovi zaslugi pa imajo peki prosto nedeljo. V letih 1913–19 je deloval v socialistični stranki, bil je Maistrov borec za severno mejo, bil pa je tudi aktiven sodelavec NOB, saj je ustanovil postojanko v pekarni na Koroški cesti.
Karel Rakuša je po osvoboditvi leta 1945 vodil poverjeništvo za preskrbo mesta Maribor ter 1946 postal prvi predsednik mestnega ljudskega odbora Maribor (3 leta, nato podpredsednik, odbornik do 1963).
Aktivno je deloval na področju gasilstva. Po osvoboditvi je postal prvi predsednik Prostovoljnega gasilskega društva Maribor Mesto. Za predsednika enega najstarejših gasilskih društev v Sloveniji je bil izvoljen na občnem zboru leta 1948. Društvu je predsedoval do leta 1965. Udejstvoval se je tudi kot zborovski pevec, leta 1946 je ustanovil delavski pevski zbor Obrtnik.
Leta 1985 je prejel listino mesta Maribor.